# Mallochohelea aenipes
Mallochohelea aenipes är en tvåvingeart som först beskrevs av John William Scott Macfie 1940.  Mallochohelea aenipes ingår i släktet Mallochohelea och familjen svidknott.
Artens utbredningsområde är Guyana. Inga underarter finns listade i Catalogue of Life.